# Ralf (prenome)
Ralph (/ˈrælf/ ou UK /ˈreɪf/) é em Inglês, línguas escandinavas e Alemão um prenome masculino, derivado do antigo Nórdico Antigo Raðulfr (rað "conselho" + ulfr "lobo") atavés do Inglês Antigo Rædwulf e sua forma mais longa Radulf.
Suas formas mais comuns são
- Ralph, a variante comum em Inglês.
- Ralph, como pronunciado tradicionalmente /ˈreɪf/:

Outras formas do nome são:
- Raef, variante que muito raramente é usada como prenome masculino (e.g. Raef Bjayou).
- Rafe, da mesma forma, também pouco usada como primeiro nome masculino; pronuncia-se /ˈreɪf/, a mesma que a pronúncia tradicional, mas pouco frequente de Ralph.
- Raff e Raif, outras formas pouco usadas.[3]
- Ralf, variante tradicional em Neerlandês, Alemão e Sueco (embora Ralph também seja usado como nome em Alemão e Sueco).
- Raoul, a variante tradicional em Língua francesa.
- Raúl, a variante tradicional em Língua castelhana.
- Raul, a variante tradicional em Língua portuguesa.
- Raül, a variante tradicional em Língua catalã.